# Bayerische Versicherungskammer
Die Bayerische Versicherungskammer war eine Körperschaft des öffentlichen Rechts mit Sitz in München. Sie ist die Rechtsvorgängerin der 1995 gegründeten Versicherungskammer Bayern sowie der Bayerischen Versicherungskammer-Versorgung (kurz: Bayerische Versorgungskammer). Die Bayerische Versicherungskammer existiert heute in der ursprünglichen Form nicht mehr. Die unter dem Dach der Bayerischen Versicherungskammer ursprünglich geführten Wettbewerbsversicherungseinrichtungen werden heute von der Versicherungskammer Bayern weiter betrieben, die gesetzlichen Pflichtversorgungseinrichtungen werden dagegen seit 1995 von der Bayerischen Versorgungskammer verwaltet.